# Łęknica
Pour les articles homonymes, voir Łęknica.
Łęknica (prononciation : [wɛŋkˈɲit͡sa]) est une petite ville située dans le powiat de Żagań dans la voïvodie de Lubusz, en Pologne.
Elle est le siège administratif (chef-lieu) de gmina urbaine.
Elle se situe à environ 38 kilomètres au sud-ouest de Żary (siège de le powiat).
Elle s'étend sur 16,4 km2 et comptait 2 500 habitants en 2017.

## Histoire
Le nom allemand de la ville était Lugknitz.
Łęknica obtient le statut de ville en 1452.
Après la Seconde Guerre mondiale, avec les conséquences de la Conférence de Potsdam et la mise en œuvre de la ligne Oder-Neisse, la ville est intégrée à la République populaire de Pologne. La population d'origine allemande est expulsée et remplacée par des Polonais.
De 1975 à 1998, la ville est attachée administrativement à la voïvodie de Zielona Góra.

Depuis 1999, elle fait partie de la voïvodie de Lubusz.

## Structure du terrain
D'après les données de 2002, la superficie de la ville est de 16,4 kilomètres carrés, répartis comme telle :
- terres agricoles : 11%
- forêts : 65%

La commune représente 1,18% de la superficie du powiat.

## Démographie
Données du 30 juin 2004:
| Description        | Total  | Total | Femmes | Femmes | Hommes | Hommes |
| ------------------ | ------ | ----- | ------ | ------ | ------ | ------ |
| Unité              | Nombre | %     | Nombre | %      | Nombre | %      |
| Population         | 2 648  | 100   | 1 381  | 52,2   | 1 267  | 47,8   |
| Densité (hab./km²) | 161,5  | 161,5 | 84,2   | 84,2   | 77,3   | 77,3   |